# Плавання на Чемпіонаті Європи з водних видів спорту 2021 — естафета 4x200 метрів вільним стилем (жінки)
Змагання з плавання в естафеті 4x200 метрів вільним стилем серед жінок на Чемпіонаті Європи з водних видів спорту 2021 відбулися 21 травня.

## Рекорди
|                   | Країна          | Час     | Місто  | Дата           |
| ----------------- | --------------- | ------- | ------ | -------------- |
| Світовий рекорд   | Австралія       | 7:41.50 | Рим    | 23 липня 2019  |
| Рекорд Європи     | Велика Британія | 7:45.51 | Рим    | 30 липня 2009  |
| Рекорд чемпіонату | Італія          | 7:50.53 | Берлін | 21 серпня 2014 |

## Результати[1]

### Попередні запливи
| Місце | Заплив | Доріжка | Країна          | Плавці | Час     | Примітки |
| ----- | ------ | ------- | --------------- | --- | ------- | -------- |
| 1     | 1      | 4       | Італія          | Стефанія Піроззі (2:00.01) Сара Гаіллі (2:00.90) Ліза Ангіоліні (2:01.18) Федеріка Пеллегріні (1:57.74)                          | 7:59.83 | Q        |
| 2     | 1      | 5       | Ізраїль         | Лія Полонські (2:02.67) Андреа Мурез (1:57.31) Дарія Головати (2:01.76) Анастасія Горбенко (1:58.77)                             | 8:00.51 | Q        |
| 3     | 1      | 6       | Данія           | Марина Геллер Гансен (2:00.64) Гелена Розендаль Бах (1:59.34) Амалія Собі Монтенсен (2:00.43) Майя Говардсен (2:01.24)           | 8:01.65 | Q        |
| 4     | 1      | 7       | Велика Британія | Люсі Гоуп (2:00.22) Темрин Ван Селм (1:59.78) Голлі Гібботт (2:00.51) Емма Рассел (2:01.17)                                      | 8:01.68 | Q        |
| 5     | 2      | 6       | Бельгія         | Валентина Дюмон (1:58.90) Кімберлі Байс (2:01.78) Лана Равелінген (2:00.84) Лотте Горіс (2:00.21)                                | 8:01.73 | Q        |
| 6     | 1      | 3       | Угорщина        | Сюзанна Якабош (1:59.87) Евелін Веррасто (2:01.18) Фанні Фабіан (2:00.50) Лаура Верес (2:00.95)                                  | 8:02.50 | Q        |
| 7     | 2      | 3       | Польща          | Александра Кноп (2:01.74) Александра Полянська (1:59.84) Пауліна Ногай (2:02.40) Домініка Коссаковська (1:59.30)                 | 8:03.28 | Q        |
| 8     | 2      | 5       | Франція         | Марго Фабре (2:01.86) Ошія Карнез (2:00.04) Люсі Тесаріол (2:01.92) Асся Туаті (1:59.54)                                         | 8:03.36 | Q        |
| 9     | 2      | 7       | Словенія        | Женя Сегель (2:00.64) Неза Кланчар (2:01.99) Тьяса Пінтар (2:01.65) Катя Фейн (1:59.33)                                          | 8:03.61 |          |
| 10    | 2      | 1       | Австрія         | Корнелія Паммер (2:01.27) Лєна Опатріл (2:01.65) Лєна Креундль (2:07.57) Марлен Калер (1:59.93)                                  | 8:10.42 |          |
| 11    | 2      | 4       | Словенія        | Лаура Бенкова (2:03.66) Зора Ріпкова (2:02.90) Тамара Поточка (2:01.79) Мартіна Цібулкова (2:02.64)                              | 8:10.99 |          |
| 12    | 1      | 2       | Туреччина       | Мерве Тунсель (2:02.19) Беріл Бочеклер (2:03.07) Селен Озбілен (2:06.31) Деніз Ертан (2:06.05)                                   | 8:17.62 |          |
| 13    | 2      | 2       | Португалія      | Франциска Сурез Мартінс (2:03.69) Ракель Гомес Перейра (2:06.43) Діана Маргарита Дураєс (2:05.57) Ріта Баррос Фрішнайт (2:05.94) | 8:21.63 |          |

### Фінал[2]
| Місце | Доріжка | Країна          | Плавці | Час     | Примітки |
| ----- | ------- | --------------- | --- | ------- | -------- |
| 1     | 6       | Велика Британія | Люсі Гоуп (1:58.45) Темрин Ван Селм (1:58.59) Голлі Гібботт (1:59.71) Фрю Андерсон (1:56.40)                           | 7:53.15 |          |
| 2     | 7       | Угорщина        | Сюзанна Якабош (1:59.34) Фанні Фабіан (2:00.19) Лаура Верес (1:59.23) Богдарка Капаш (1:57.50)                         | 7:56.26 |          |
| 3     | 4       | Італія          | Стефанія Піроззі (1:59.63) Сара Гаіллі (1:59.94) Сімона Квадарелла (2:00.61) Федеріка Пеллегріні (1:56.54)             | 7:56.72 |          |
| 4     | 8       | Франція         | Шарлотта Бонне (1:57.31) Ошія Карнез (2:01.47) Люсі Тесаріол (2:00.61) Асся Туаті (2:00.06)                            | 7:59.45 |          |
| 5     | 3       | Данія           | Марина Геллер Гансен (2:01.63) Гелена Розендаль Бах (1:58.50) Амалія Собі Монтенсен (2:00.20) Майя Говардсен (2:01.00) | 8:01.33 |          |
| 6     | 1       | Польща          | Александра Кноп (2:01.67) Александра Полянська (1:59.10) Пауліна Ногай (2:02.62) Домініка Коссаковська (2:00.46)       | 8:03.85 |          |
| 7     | 2       | Бельгія         | Валентина Дюмон (1:58.61) Кімберлі Байс (2:02.69) Лана Равелінген (2:03.48) Лотте Горіс (2:00.11)                      | 8:04.89 |          |
| 8     | 5       | Ізраїль         | Дарія Головати (2:01.71) Андреа Мурез (1:59.26) Лія Полонські (2:02.47) Анастасія Горбенко (2:04.25)                   | 8:07.69 |          |